# Fed Cup 2014
De Fed Cup werd in 2014 voor de 52e keer gehouden. De Fed Cup is de jaarlijkse internationale tenniscompetitie voor landenteams, voorbehouden aan vrouwen. Dit jaar deden 91 teams met het toernooi mee.
Italië was de titelverdediger, en de nummer een van de plaatsingslijst.
Het toernooi werd gewonnen door Tsjechië. Het Tsjechische team, bestaande uit Petra Kvitová en Lucie Šafářová voor het enkelspel, en het koppel Andrea Hlaváčková / Lucie Hradecká voor het dubbelspel, won in de finale met 3 tegen 1 van het team uit Duitsland, bestaande uit Andrea Petković en Angelique Kerber voor het enkelspel, en het duo Julia Görges / Sabine Lisicki voor het dubbelspel.

## Wereldgroep I
|  | eerste ronde 8, 9 en 10 februari | eerste ronde 8, 9 en 10 februari |                           |   | halve finale 19 en 20 april | halve finale 19 en 20 april |  |  | finale 8 en 9 november | finale 8 en 9 november |
|  |                                  |                                  |                           |   |                             |                             |  |  |                        |                        |
|  |                                  |                                  |                           |   |                             |                             |  |  |                        |                        |
|  | Sevilla, gravel buiten           |                                  |                           |   |                             |                             |  |  |                        |                        |
|  |                                  |                                  |                           |   |                             |                             |  |  |                        |                        |
|  | Spanje                           | 2                                |                           |   |                             |                             |  |  |                        |                        |
|  | Spanje                           | 2                                | Ostrava, hardcourt binnen |   |                             |                             |  |  |                        |                        |
|  | Tsjechië (3)                     | 3                                |                           |   |                             |                             |  |  |                        |                        |
|  | Tsjechië (3)                     | 3                                | Tsjechië (3)              | 4 |                             |                             |  |  |                        |                        |
|  | Cleveland, hardcourt binnen      |                                  | Tsjechië (3)              | 4 |                             |                             |  |  |                        |                        |
|  |                                  | Italië (1)                       | 0                         |   |                             |                             |  |  |                        |                        |
|  | Verenigde Staten                 | Italië (1)                       | 0                         | 1 |                             |                             |  |  |                        |                        |
|  | Verenigde Staten                 |                                  | Praag, hardcourt binnen   | 1 |                             |                             |  |  |                        |                        |
|  | Italië (1)                       | 3                                |                           |   |                             |                             |  |  |                        |                        |
|  | Italië (1)                       | 3                                | Tsjechië (3)              | 3 |                             |                             |  |  |                        |                        |
|  | Hobart, hardcourt buiten         |                                  | Tsjechië (3)              | 3 |                             |                             |  |  |                        |                        |
|  |                                  | Duitsland                        | 1                         |   |                             |                             |  |  |                        |                        |
|  | Australië                        | Duitsland                        | 1                         | 4 |                             |                             |  |  |                        |                        |
|  | Australië                        | Brisbane, hardcourt buiten       |                           | 4 |                             |                             |  |  |                        |                        |
|  | Rusland (2)                      | 0                                |                           |   |                             |                             |  |  |                        |                        |
|  | Rusland (2)                      | 0                                | Australië                 | 1 |                             |                             |  |  |                        |                        |
|  | Bratislava, hardcourt binnen     |                                  | Australië                 | 1 |                             |                             |  |  |                        |                        |
|  |                                  | Duitsland                        | 3                         |   |                             |                             |  |  |                        |                        |
|  | Slowakije (4)                    | Duitsland                        | 3                         | 1 |                             |                             |  |  |                        |                        |
|  | Slowakije (4)                    |                                  |                           | 1 |                             |                             |  |  |                        |                        |
|  | Duitsland                        | 3                                |                           |   |                             |                             |  |  |                        |                        |
|  | Duitsland                        | 3                                |                           |   |                             |                             |  |  |                        |                        |

Eerstgenoemd team speelde thuis.

## Wereldgroep II
Er waren acht deelnemende landen in Wereldgroep II. In het weekeinde van 8 en 9 februari 2014 speelde iedere deelnemer een landenwedstrijd tegen een door loting bepaalde tegenstander.
- Winnaars Canada, Argentinië, Polen en Frankrijk gingen naar de Wereldgroep I play-offs.
- Verliezers Servië, Japan, Zweden en Zwitserland gingen naar de Wereldgroep II play-offs.

## Wereldgroep I play-offs
Er waren acht deelnemende landen in de Wereldgroep I play-offs. In het weekeinde van 19 en 20 april 2014 speelde iedere deelnemer een landenwedstrijd tegen een door loting bepaalde tegenstander.
- Rusland (Wereldgroep I) en Argentinië (Wereldgroep II) continueerden hun positie.
- Canada, Frankrijk en Polen promoveerden van Wereldgroep II in 2014 naar Wereldgroep I in 2015.
- Slowakije, de Verenigde Staten en Spanje degradeerden van Wereldgroep I in 2014 naar Wereldgroep II in 2015.

## Wereldgroep II play-offs
Er waren acht deelnemende landen in de Wereldgroep II play-offs. In het weekeinde van 19 en 20 april 2014 speelde iedere deelnemer een landenwedstrijd tegen een door loting bepaalde tegenstander.
- Zweden en Zwitserland handhaafden hun niveau, en bleven in Wereldgroep II.
- Roemenië en Nederland promoveerden van hun regionale zone in 2014 naar Wereldgroep II in 2015.
- Thailand en Brazilië wisten niet te ontstijgen aan hun regionale zone.
- Servië en Japan degradeerden van Wereldgroep II in 2014 naar hun regionale zone in 2015.

## België
Na de degradatie in 2013 stond voor het eerst sinds 1995 België in de regionale groep 1. Op het regionale toernooi in Hongarije werd de tweede plaats in de groep bereikt; onvoldoende om te kunnen promoveren, voldoende voor handhaving. Het Belgische team bestond uit Yanina Wickmayer (WTA-72), Alison Van Uytvanck (WTA-114), An-Sophie Mestach (WTA-122) en Ysaline Bonaventure (WTA-291).
| datum      | tegenstander | uitslag | locatie   | groep        | ronde      | w/v     |
| ---------- | ------------ | ------- | --------- | ------------ | ---------- | ------- |
| 2014-02-04 | Luxemburg    | 3-0     | Hongarije | EPA G1 A     | groepsfase | winst   |
| 2014-02-05 | Nederland    | 0-3     | Hongarije | EPA G1 A     | groepsfase | verlies |
| 2014-02-07 | Kroatië      | 3-0     | Hongarije | EPA G1 A     | groepsfase | winst   |
| 2014-02-09 | Portugal     | 2-1     | Hongarije | EPA G1 PP5–8 | play-off   | winst   |

## Nederland
Nederland speelde voor de 15e editie op rij in groep 1 van de Europees/Afrikaanse zone. De 16 landen in de groep werden over vier poules verdeeld. De vier poulewinnaars maakten onderling uit welke twee landen moesten spelen met de verliezers uit de eerste ronde van Wereldgroep II om een wedstrijd voor de promotie naar die Wereldgroep II. De teams die laatste eindigden in hun poule maakten onderling uit welke twee landen zouden degraderen naar groep 2 van de Europees/Afrikaans zone.
Nederland werd voor het toernooi in Hongarije geloot in poule A samen met België, Kroatië en Luxemburg. Nederland speelde met een team bestaande uit Kiki Bertens (WTA-124), Richèl Hogenkamp (WTA-205), Lesley Kerkhove (WTA-250) en Michaëlla Krajicek (WTA-279). De eerste wedstrijd werd van Kroatië gewonnen. Ook de tweede wedstrijd, tegen België, werd gewonnen waarmee Nederland zich verzekerde van de groepswinst, ongeacht het resultaat in de laatste wedstrijd. De laatste groepswedstrijd tegen Luxemburg werd vrij eenvoudig gewonnen. De beslissende wedstrijd werd gewonnen van Wit-Rusland waardoor Nederland zich plaatste voor de promotiewedstrijd tegen Japan. Deze vond plaats op 19 en 20 april 2014, op de overdekte gravelbanen van het Maaspoort-centrum in 's-Hertogenbosch. Het Nederlandse team (waarin Kerkhove was vervangen door Arantxa Rus) won, en promoveerde daardoor naar Wereldgroep II.
| datum      | tegenstander | uitslag | locatie   | groep        | ronde             | w/v   |
| ---------- | ------------ | ------- | --------- | ------------ | ----------------- | ----- |
| 2014-02-04 | Kroatië      | 3-0     | Hongarije | EPA G1 A     | groepsfase        | winst |
| 2014-02-05 | België       | 3-0     | Hongarije | EPA G1 A     | groepsfase        | winst |
| 2014-02-07 | Luxemburg    | 3-0     | Hongarije | EPA G1 A     | groepsfase        | winst |
| 2014-02-09 | Wit-Rusland  | 2-0     | Hongarije | EPA G1 PP1–4 | finale            | winst |
| 2014-04-19 | Japan        | 3-2     | thuis     | WG2 PO       | promotiewedstrijd | winst |

## Legenda
| niveau 1 | niveau 2 | niveau 3 | niveau 4 | niveau 5 |